# (3732) Vávra
(3732) Vávra – planetoida z pasa głównego asteroid okrążająca Słońce w ciągu 3 lat i 63 dni w średniej odległości 2,16 j.a. Została odkryta 27 września 1984 roku w Obserwatorium Kleť w pobliżu Czeskich Budziejowic przez Zdeňkę Vávrovą. Nazwa planetoidy pochodzi od Antona Alfreda Vávry (ur. 1896), ojca odkrywczyni. Przed jej nadaniem planetoida nosiła oznaczenie tymczasowe (3732) 1984 SR1.